# ربات وحشی (رمان)
ربات وحشی سه‌گانه‌ای از رمان‌های علمی تخیلی برای کودکان و نوجوانان نوشته پیتر براون نویسنده و تصویرگر آمریکایی است. این رمان توسط انتشارات لیتل، براون اند کمپانی منتشر شد و با استقبال خوبی از سوی منتقدان مواجه شده است.
چهارمین کتاب این مجموعه منحصربه‌فرد است؛ چراکه داستان سه‌گانه اصلی را دنبال نمی‌کند و بیشتر با رویدادهای داستان اصلی ربات وحشی (۲۰۱۸) همپوشانی دارد.
در سال ۲۰۲۴ یک فیلم انیمیشنی از اولین کتاب این مجموعه اقتباس شد.